# Hiriberri
Hiriberri là một đô thị trong tỉnh và cộng đồng tự trị Navarre, Tây Ban Nha. Đô thị này có dân số là 142 người. Đô thị nằm ở độ cao 919 m trên mực nước biển, cách tỉnh lỵ 54 km. 
| Biến động dân số                                                             | Biến động dân số | Biến động dân số | Biến động dân số | Biến động dân số | Biến động dân số | Biến động dân số | Biến động dân số | Biến động dân số | Biến động dân số | Biến động dân số |
| 1996                                                                         | 1998             | 1999             | 2000             | 2001             | 2002             | 2003             | 2004             | 2005             | 2006             | 2007             |
| ---------------------------------------------------------------------------- | ---------------- | ---------------- | ---------------- | ---------------- | ---------------- | ---------------- | ---------------- | ---------------- | ---------------- | ---------------- |
| 156                                                                          | 155              | 154              | 152              | 145              | 145              | 144              | 144              | 135              | 137              | 129              |
| Nguồn: Hiriberri/Villanueva de Aezkoa et instituto de estadística de navarra |                  |                  |                  |                  |                  |                  |                  |                  |                  |                  |

==Tham khảo==